# Gorgone ortilia
Gorgone ortilia är en fjärilsart som beskrevs av Stoll 1781. Gorgone ortilia ingår i släktet Gorgone och familjen nattflyn. Inga underarter finns listade i Catalogue of Life.

## Bildgalleri

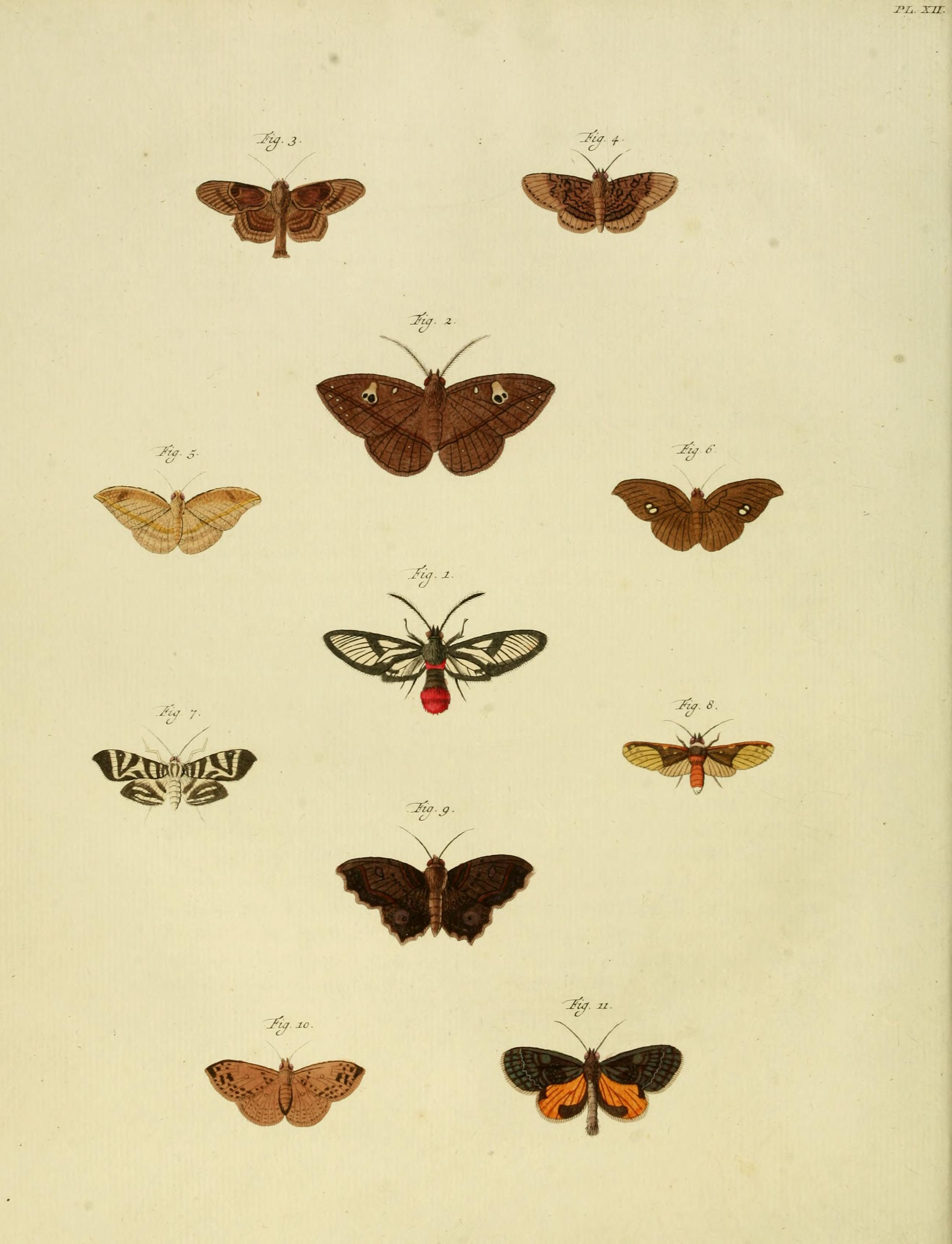
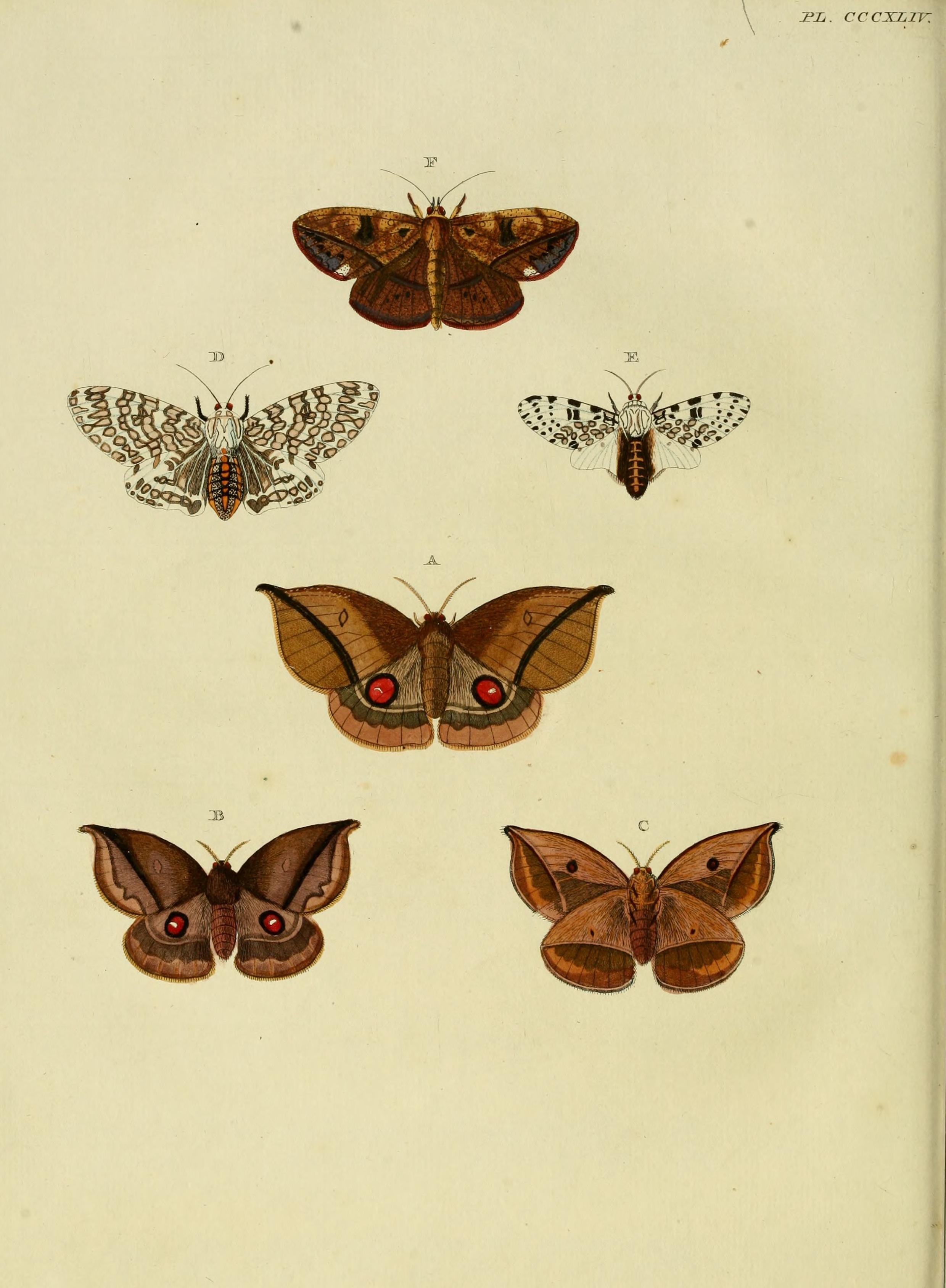